# Coniothyrium ilicinum
Coniothyrium ilicinum är en svampart som beskrevs av Ellis & H.W. Anderson 1891. Coniothyrium ilicinum ingår i släktet Coniothyrium och familjen Leptosphaeriaceae.   Inga underarter finns listade i Catalogue of Life.